# Shooter (film)
Shooter er en amerikansk thrillerfilm fra 2007, instrueret af Antoine Fuqua. Den er baseret på romanen Point of Impact (1993) skrevet af Stephen Hunter. Filmen omhandler den tidligere United States Marine Corps-finskytte Bob Lee Swagger (Mark Wahlberg), der bliver anklaget for et mord han ikke har begået af et privat militærfirma. Filmen havde premiere i USA den 23. marts 2007 og i Danmark den 20. april 2007. Filmen modtog blandede anmeldelser fra filmkritikere.
Shooter er hovedsageligt optaget i Britisk Columbia i Canada. I filmen betjener hovedpersonen, spillet af Mark Wahlberg, adskillige finskytterifler. For at kunne betjene våbnene korrekt blev Wahlberg trænet af den tidligere Marine Corps-finskytte Patrick Garrity. Han lærte Wahlberg at skyde med både venstre og højre hånd (Wahlberg er venstrehånet), da hovedpersonen bliver såret og må skifte skydestilling i løbet af filmen. Wahlberg blev også trænet i at indstille sigtekornet, vurdere vindens indflydelse på skuddet, og indøvelse af vejrtrækningsteknikker. Under træningsforløbet skød Wahlberg på afstande af op til én kilometer, ligesom han brugte camouflagedragt.